# MASH (hospital móvil quirúrgico del ejército)

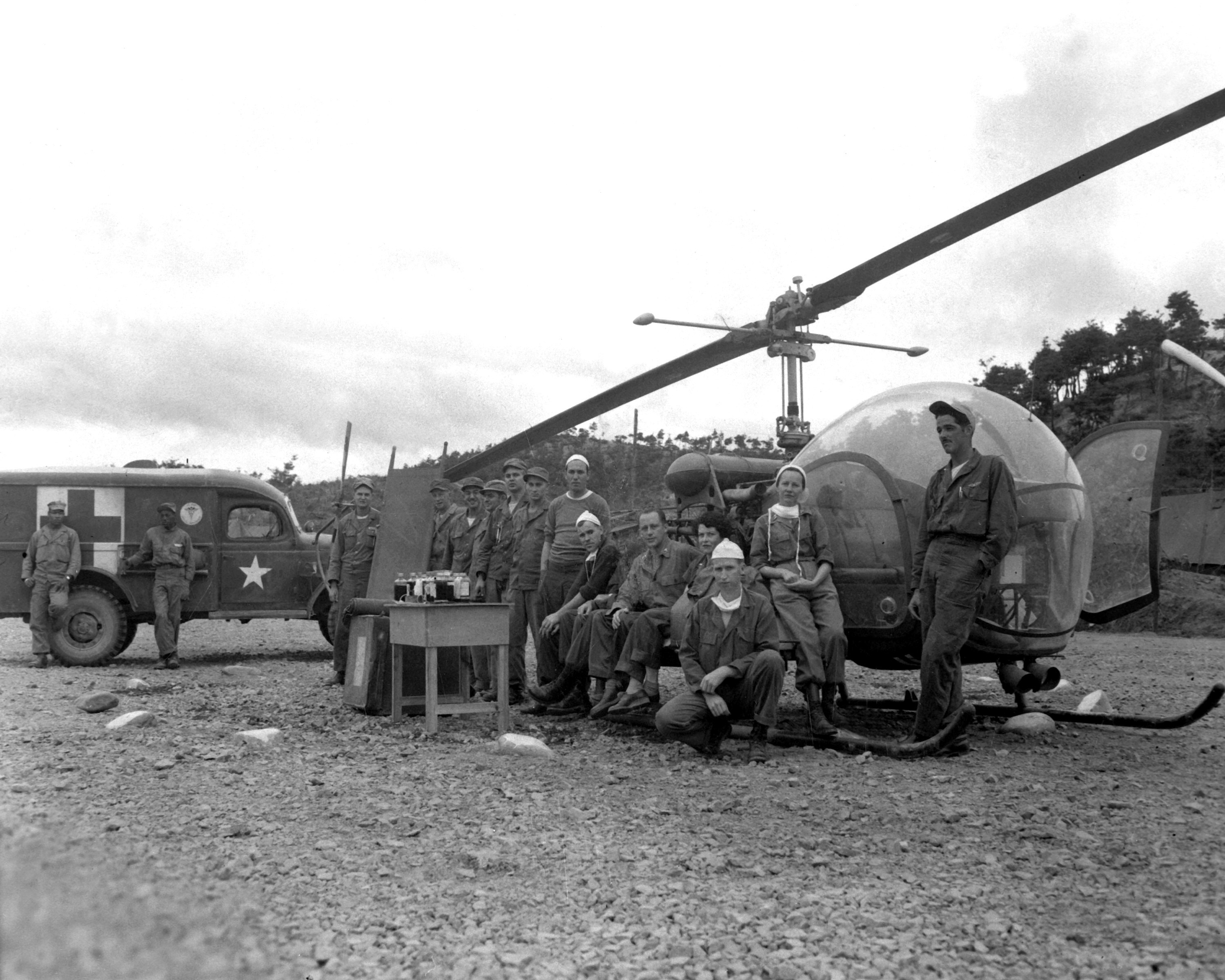
Personal y equipos estadounidenses necesarios para salvar la vida de un hombre reunidos en el Cuartel General del 8225º Hospital Quirúrgico Móvil del Ejército (MASH) en Corea, 1951.

MASH (Mobile Army Surgical Hospital,  Hospital Quirúrgico Móvil del Ejército) son las siglas que identifican a los hospitales de campaña del Ejército de los Estados Unidos.

## Popularidad del término
El nombre se hizo popular merced a la película del mismo nombre dirigida por Robert Altman en 1970 (MASH). La película es una sátira de la guerra de Corea desde el punto de vista de los médicos de uno de estos hospitales de campaña. Se estrenó durante la guerra de Vietnam, lo que le dio más relevancia. Ganó la Palma de Oro del Festival de Cannes, siendo sus principales intérpretes Donald Sutherland, Elliot Gould, Sally Kellerman, Tom Skerritt y Robert Duvall, mientras como actor secundario se veía la actuación de Rene Auberjonois. Obtuvo un Óscar al mejor guion adaptado para Ring Lardner Jr. y estuvo nominada a otros cuatro, incluyendo mejor película y mejor director. Fue doblada en 1978.
Basada en esta película, crearon luego una serie de televisión con el mismo nombre (MASH), producida por la CBS, que permaneció en antena en Estados Unidos desde 1972 hasta 1983. Sus principales protagonistas fueron Alan Alda, Wayne Rogers, Mike Farrell y Loretta Swit. El último capítulo de la serie se mantuvo como récord absoluto de audiencia hasta el Super Bowl XLIV.